# Seilergraben
Der Seilergraben ist eine Strasse in der Stadt Zürich entlang der Ostseite des Niederdorfs.

## Geschichte

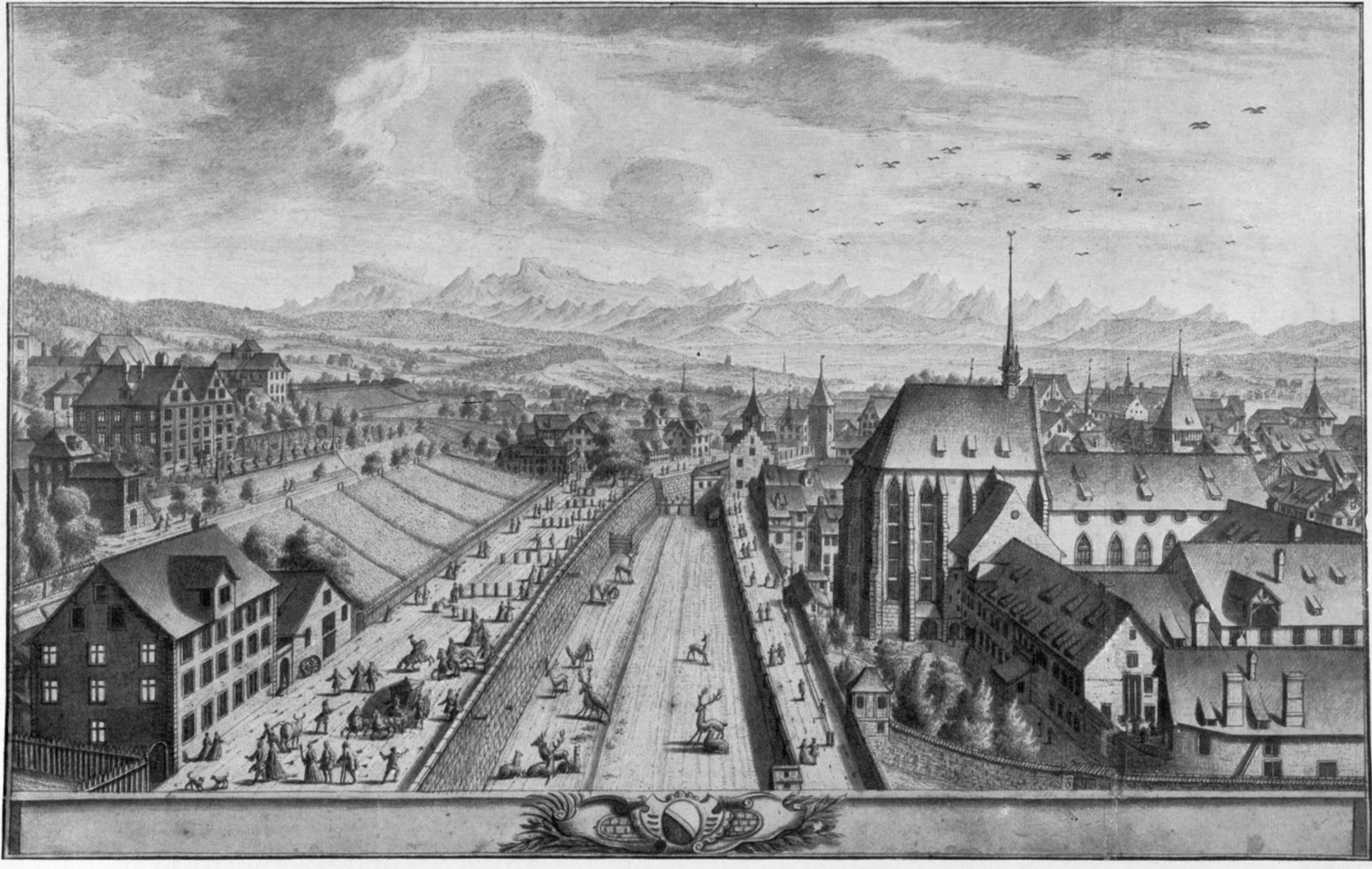
Der Stadtgraben mit Hirschen im zukünftigen Seilergraben und dem Hirschengraben bergseitig darüber in der Mitte des 18. Jahrhunderts

Der Seilergraben folgt dem Verlauf der ehemaligen Stadtmauer aus dem 13. Jahrhundert zwischen Kronentor und Niederdorftor. 1780 wurde der alte Stadtgraben eingeebnet. Der talseitige Bereich entlang der Stadtmauer wurde fortan von den Seilern als Werkplatz genutzt, während der bergseitige Teil über der Gegenmauer des Grabens, der Hirschengraben, zur Allee für Flaneure ausgebaut wurde.
Am Seilergraben stand zwischen der Gräbligasse und der Häringstrasse bis 1878 der Ketzerturm.

## Verlauf
Der Seilergraben verbindet das Central mit dem Neumarkt. Die Strasse liegt im Kreis 1 (Altstadt) und verläuft – durch eine Stützmauer getrennt – unterhalb vom Hirschengraben. Der Hirschengraben wird in seinem «oberen» Bereich bis zur Rämistrasse fortgesetzt.

## Verkehr
Der Seilergraben weist zwei Fahrspuren für den Individualverkehr und zwei Spuren für den öffentlichen Verkehr auf. Es fahren die Strassenbahn Linie 3 und die Trolleybuslinie 31 durch den Seilergraben.
Gleich beim Central wird der Seilergraben von der Polybahn überquert.